# Уесуґі Томойосі
Уесуґі Томойосі (*上杉朝良, 1473  —30 травня 1518) — 11-й голова роду Оґіґаяцу-Уесуґі у 1494—1518 роках, даймьо.

## Життєпис
Походив з роду Оґіґаяцу, гілки впливового самурайського клану Уесуґі. Син Уесуґі Томомаса, власника замку Савасіро (в провінції Саґамі). Народився у 1473 році. Про молоді роки замало відомостей. Брав участь у війні з родичам з Яманоуті-Уесуґі. Було всиновлено стрийком Уесуґі Садамаса. У 1494 році після загибелі останнього стає головою роду Оґіґаяцу-Уесуґі. Поклався помститися ворогові названого батька — канто-канрей Уесуґі Акісада. Проте цьому завадило повстання клану Ота, з яким вступив у конфлікт ще Садамаса.
У 1496—1497 роках стикнувся із вторгненням військ Яманоуті, але зміг зрештою зберегти володіння. В подальшому уклав союз з Ісе Соуном, що закріпився в провінції Ідзу. До цього союзу долучився Імаґава Удзітіка. У 1504 році союзники завдали поразки у битві при Татігавара коаліції Уесуґі Акісада, коґа-кубо Асікаґа Масаудзі.
Завдяки цьому Томойосі відновив владу над усіма родинними землями, а потім перейшов у наступ на володіння Акісади. Але у 1506 році зазнав раптового нападу на замок Едо з боку Ісе Соуна. Проте залога замку відбила наступ.
У 1510 році намагався виступити в якості арбітра у супеерчці між родами Яманоуті-Уесуґі і Наґао за владу в провінції Етіґо, але не досяг якогось результату. У 1512 році скористався поразками канто-канрей Уесуґі Акідзане від Наґао Тамекаґе, Уесуґі Томойосі поновив війну проти Яманоуті. Цим скористався Ісе Соун, що атакував землі роду Міура, васалів Оґіґаяцу-Уесуґі в провінції Саґамі, внаслідок чого значна частина цієї провінції було втрачено. Боротьба з Яманоуті і Соуном тривала до самої смерті Томойосі у 1518 році. Оскільки рідний син останнього народився напередодні його смерті владу перебрав його названий син (і небіж) Уесуґі Томоокі.